# Tim Conway
Pour les articles homonymes, voir Tim et Conway.
Thomas Daniel Conway, dit Tim Conway, est un acteur et scénariste américain né le 15 décembre 1933 à Willoughby en Ohio et mort le 14 mai 2019 à Los Angeles en Californie.

## Biographie

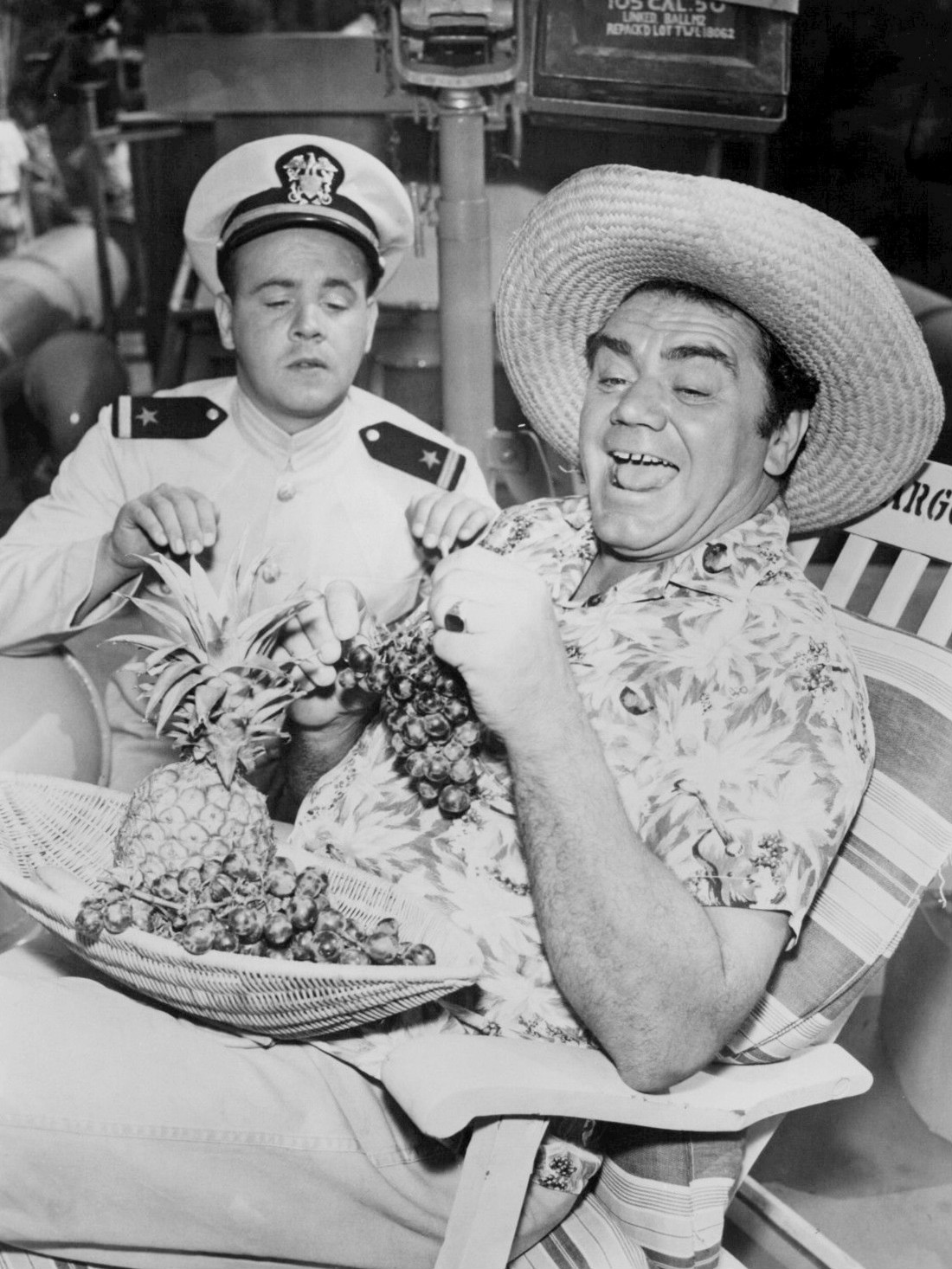
Tim Conway (à gauche) et Ernest Borgnine dans Sur le pont, la marine ! (1962)

## Filmographie

### En tant qu’acteur

#### Films
- 1964 : La Flotte se mouille (McHale's Navy) : Charles Parker
- 1965 : McHale's Navy Joins the Air Force : lieutenant Charles Parker
- 1973 : Nanou, fils de la Jungle (The World's Greatest Athlete) : Milo Jackson
- 1975 : Le Gang des chaussons aux pommes (The Apple Dumpling Gang) : Amos Tucker
- 1976 : Gus : Crankcase
- 1976 : Un candidat au poil (The Shaggy D.A.) : Tim
- 1977 : The Billion Dollar Hobo : Vernon Praiseworthy
- 1978 : They Went That-A-Way & That-A-Way (en) : Dewey
- 1979 : Le Retour du gang des chaussons aux pommes (The Apple Dumpling Gang Rides Again) de Vincent McEveety : Amos Tucker
- 1979 : The Prize Fighter : Bags
- 1981 : Deux débiles chez le fantôme (The Private Eyes) : Dr Tart
- 1984 : Cannon Ball 2 (Cannonball Run II) : un officier patrouilleur
- 1986 : Les Bons tuyaux (The Longshot) : Dooley
- 1987 : Dorf on Golf : Dorf (vidéo)
- 1987 : Dorf's Golf Bible : Dorf (vidéo)
- 1988 : Dorf and the First Games of Mount Olympus : Dorf (vidéo)
- 1990 : Dorf Goes Auto Racing : Duessel Dorf (vidéo)
- 1993 : Dorf Goes Fishing : Dorf (vidéo)
- 1996 : Dorf on the Diamond : Dorf (vidéo)
- 1996 : Ellen's Energy Adventure : Albert Einstein
- 1996 : Escroc malgré lui (Dear God) : Herman Dooly
- 1997 : Speed 2 : Cap sur le danger (Speed 2: Cruise Control) : M. Kenter
- 1998 : Air Bud 2 (Air Bud: Golden Receiver) : Fred Davis
- 1999 : O' Christmas Tree : Squirrel (vidéo)
- 2000 : View from the Swing : Henry Whitaker
- 2004 : Rainbow Valley Fire Department (vidéo)

#### Séries télévisées
- 1961 : The New Steve Allen Show : Regular
- 1962-1966 : Sur le pont, la marine ! ("McHale's Navy") : Ensign Charles Parker
- 1967 : Rango : Rango
- 1970 : The Tim Conway Show (en) : Spud Barrett
- 1970 : The Tim Conway Comedy Hour
- 1975-1978 : The Carol Burnett Show : divers personnages
- 1979 : Carol Burnett & Company : divers personnages
- 1980 : The Tim Conway Show
- 1983 : Ace Crawford, Private Eye : Ace Crawford
- 2003 : On the Spot : M. Henderson

#### Téléfilms
- 1974 : The Boys : Eddie Ryan
- 1974 : Roll, Freddy, Roll! (en) : Freddy Danton
- 1977 : The John Davidson Christmas Special
- 1986 : The Twelfth Annual People's Choice Awards : le présentateur
- 1986 : The Flintstones' 25th Anniversary Celebration
- 2003 : Hermie: A Common Caterpillar : Hermie
- 2004 : Hermie & Friends : Hermie

### En tant que scénariste

#### Films
- 1977 : The Billion Dollar Hobo
- 1978 : They Went That-A-Way & That-A-Way (en)
- 1979 : The Prize Fighter
- 1981 : Deux débiles chez le fantôme
- 1986 : Les Bons tuyaux (The Longshot)
- 1987 : Dorf on Golf (vidéo)
- 1993 : Dorf Goes Fishing (vidéo)

## Doublage

### Films
- 2004 : Hermie & Friends: Flo the Lyin' Fly : Hermie (vidéo)
- 2004 : Hermie & Friends: Webster the Scaredy Spider : Hermie (vidéo)
- 2005 : Hermie & Friends: Buzby, the Misbehaving Bee : Hermie (vidéo)
- 2005 : Hermie & Friends: A Fruitcake Christmas : Hermie (vidéo)
- 2006 : Hermie & Friends: Stanley the Stinkbug Goes to Camp : Hermie (vidéo)

### Série télévisée
- 1999-2012 : Bob l'éponge : Bernard l'hermite (animation)